# Malajziában történt légi közlekedési balesetek listája
A Malajziában történt légi közlekedési balesetek listája mind a halálos áldozattal járó, mind pedig a kisebb balesetek, meghibásodások miatt történt, gyakran csak az adott légiforgalmi járművet érintő baleseteket is tartalmazza évenkénti bontásban.

## A Malajziában történt légi közlekedési balesetek

### 1976
- 1976. június 6., Kota Kinabalu. A Sabah Air légitársaság 9M-ATZ lajstromjelű, GAF N22B Nomad típusú repülőgépe túl sok terhet szállított, valamint pilótahiba miatt lezuhant. A balesetben 10 utas és 1 fő személyzet vesztette életét.[1]

### 1977
- 1977. december 4. 20:36 (helyi idő szerint), Tanjung Kupang. A Malaysian Airline System légitársaság 653-as számú járata (lajstromjele: 9M-MBD), egy Boeing 737-2H6 típusú utasszállító repülőgépét eltérítették. A baleset oka ismeretlen. A gépen utazó 93 utas és 7 fő személyzet közül mindenki életét vesztette, mikor a gép földnek csapódott. Ez volt a Malaysian Airline System légitársaság első halálos áldozatokkal is járó légi közlekedési balesete.[2]

### 1983
- 1983. december 18., Kuala Lumpur. A Malaysian Airline System légitársaság 684-es számú járata (lajstromjele: OY-KAA), egy Airbus A300B4-120 típusú utasszállító repülőgépe pilótahiba és a rossz időjárási körülmények miatt leszállás közben túlhaladt a leszállópályán és lezuhant. A balesetet a 240 utas és 7 fős személyzet mindegyik tagja túlélte.[3]